# Klaus van de Locht
Klaus Josef van de Locht (Millingen, 18 mei 1942 – Nijmegen, 7 maart 2003) was een Duits-Nederlands beeldhouwer en graficus.

## Leven en werk
Klaus van de Locht werd geboren in de Duitse deelstaat Noordrijn-Westfalen, als zoon van architect-aannemer Andreas van de Locht en Therese Koch. Hij noemde zich niet Duitser of Nederlander, maar Nederrijner. Hij studeerde drie jaar lang theologie in Münster en München, maar koos net als zijn jongere broer Peter (1946) voor de kunst. Hij studeerde vervolgens aan de Werkkunstschule in Wuppertal, als leerling van Peter Schäfer en Rudolf Schoofs. Na zijn afstuderen woonde hij twee jaar in Londen. In 1975 vestigde hij zich in Nijmegen, waar Peter al eerder naar toe was verhuisd. Van de Locht maakte onder meer assemblages met objets trouvés, gouaches, litho's, zeefdrukken en beelden en liet zich in zijn werk inspireren door erotiek, landschappen, labyrinten en mythologie. Zijn bekendste werk is het waterlabyrint aan de Nijmeegse Waalkade. Net als zijn broer maakte hij daarnaast een van de afsluitpalen die in het centrum van de stad staan. Van de Locht nam deel aan meerdere exposities.
Van de Locht leed vanaf 1989 aan MS, hij overleed op 60-jarige leeftijd aan de gevolgen daarvan. Door een aantal vrienden is een stichting opgezet voor het beheer van zijn nagelaten werk.

## Enkele werken
- Stèle, Blekershof, Beek.
- 1982: Labyrinth, Waalkade, Nijmegen. Jaap van Hunen zorgde voor de inrichting van de omgeving.
- 1983: Plastiek voor de juiste en niet-juiste verhoudingen. Broekstraat, Nijmegen. In samenwerking met Hans Koetsier en Geertjan van Oostende.
- 1986: De baanbrekers, hal Max Planck Instituut voor Psycholinguïstiek, Wundtlaan, Nijmegen
- 1987: Habakuk, Noorderkerktrappen, Nijmegen.
- 1989: Donderbezem, Pijkestraat/Hessenberg, Nijmegen.

## Fotogalerij

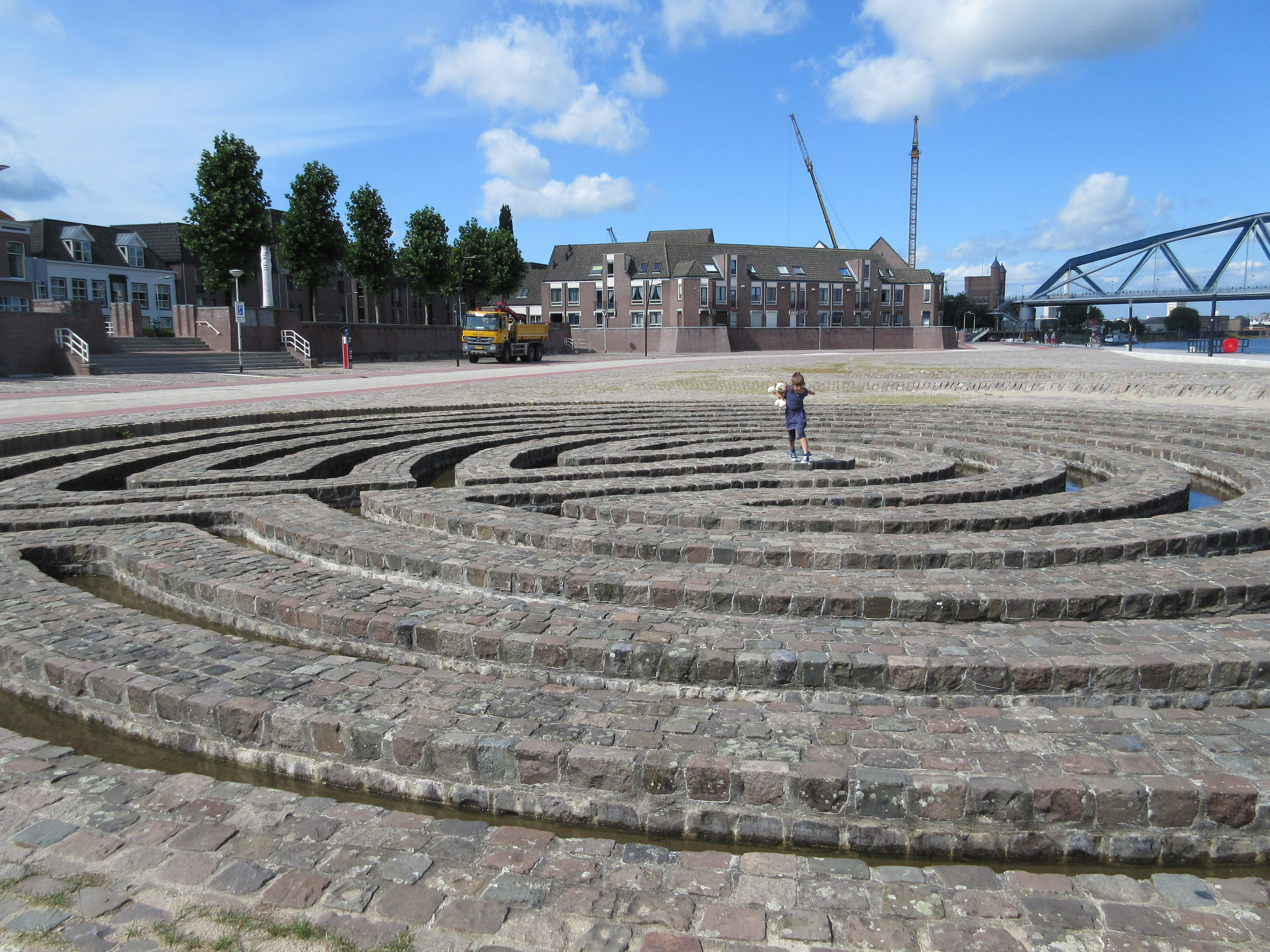
Labyrinth (1982)
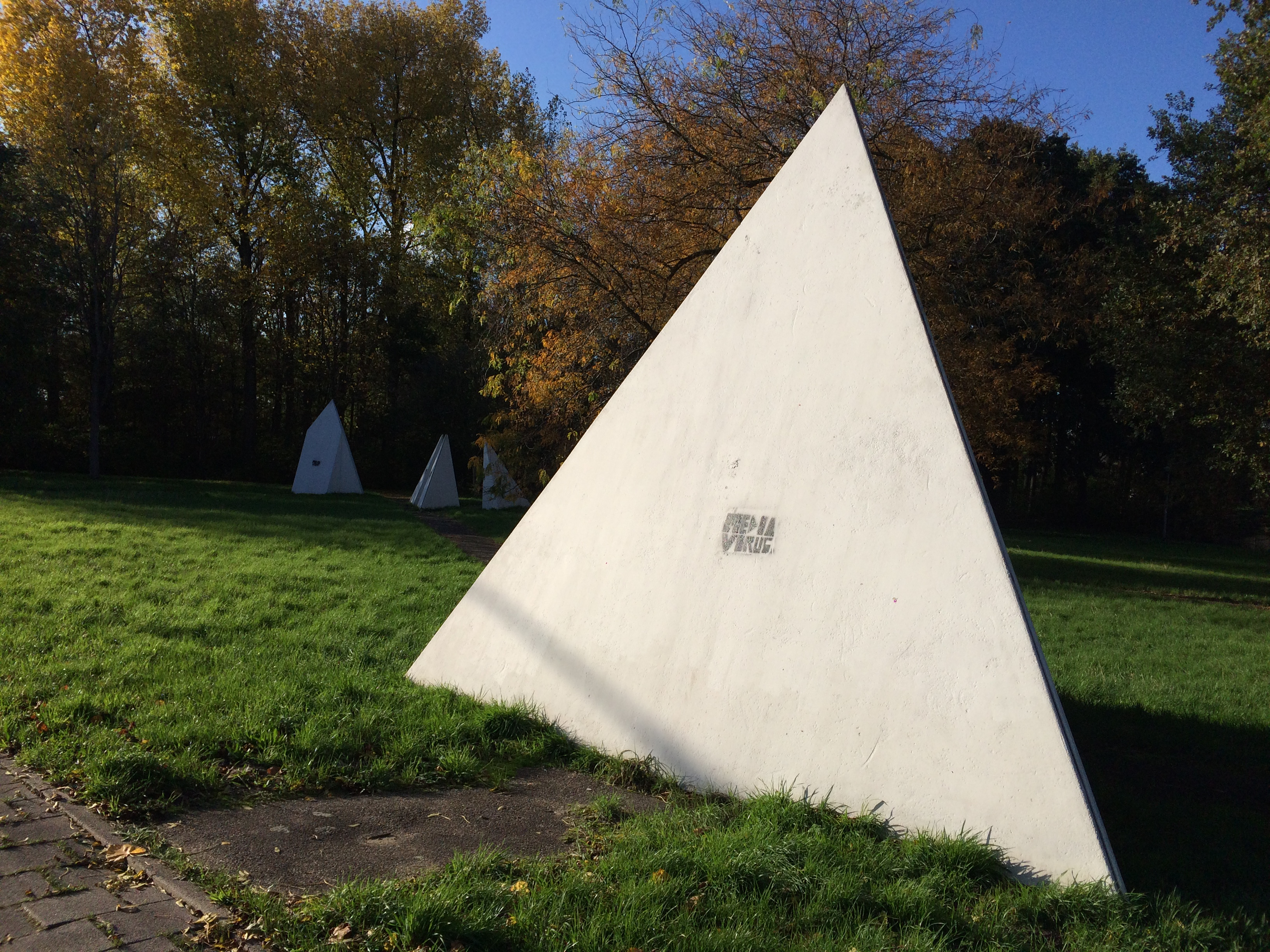
Plastiek van de juiste en niet-juiste verhoudingen (1983)
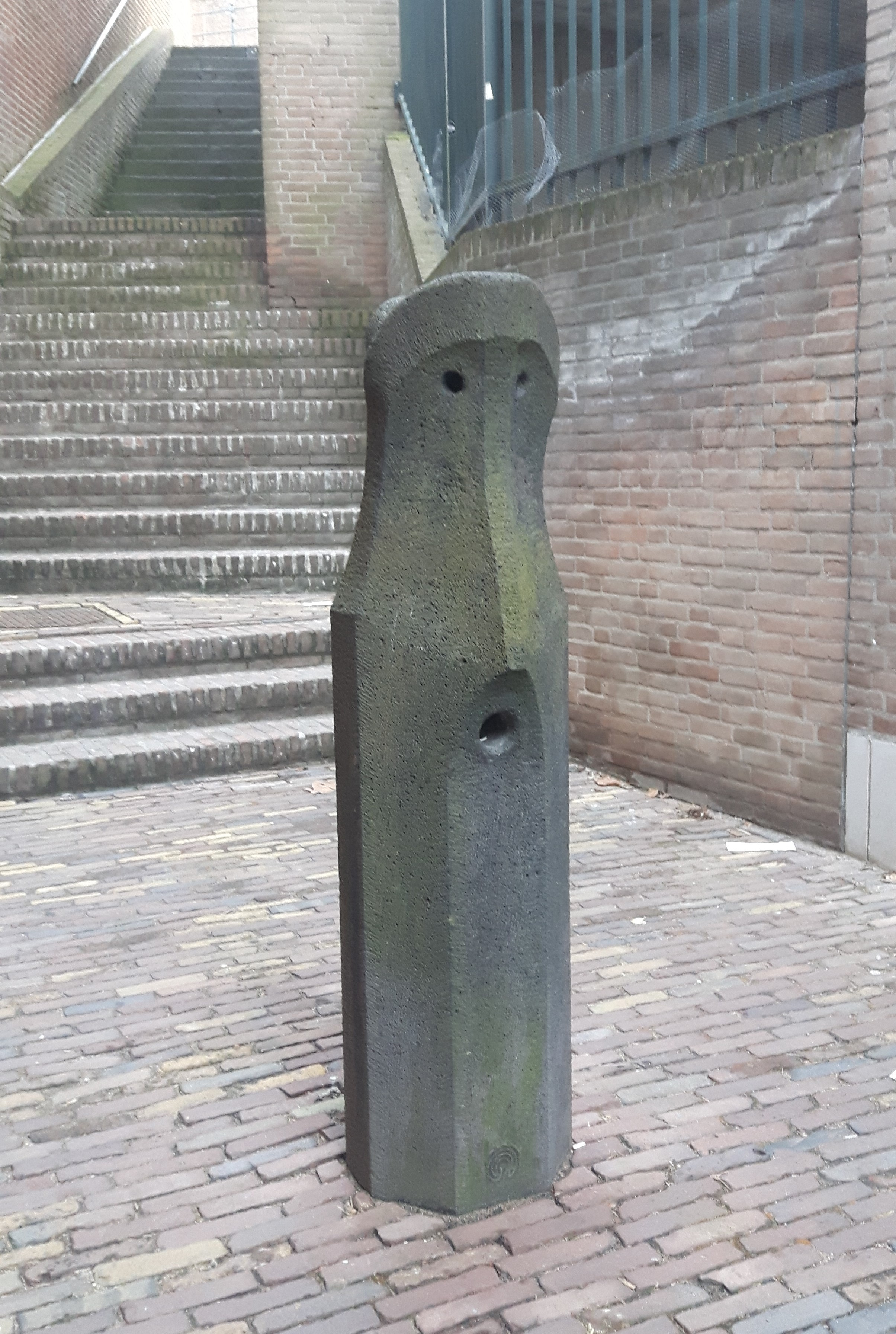
Habakuk (1987)

- Biografisch Portaal: 33964621
- RKD-Nederlands Instituut voor Kunstgeschiedenis: 50515
- Union List of Artist Names: 500072057
- Virtual International Authority File: 96186070